# De Kersenboom
De molen De Kersenboom staat aan de Waal in Rijsoord, onderdeel van de Nederlandse gemeente Ridderkerk.
Deze molen werd op 23 juli 1822 in gebruik genomen en stond oorspronkelijk aan de Oude Dijk, later ook wel de Waaldijk genoemd. In de jaren negentig is hij verplaatst naar de andere zijde van de Waal aan de Waalweg en gerestaureerd.
De molen is een zogenaamde grondzeiler en heeft ijzeren roeden met een vlucht van 20,30 meter.
De eerste steen werd gelegd door Arie Karsseboom, een jongetje van 3 jaar. De opdrachtgever tot de bouw was Jan van der Ven en de metselaar was B. Otterspoor.
In de literatuur wordt de molen gezegd te heten: "De Kersenboom", maar dit is twijfelachtig en wordt mogelijk verward met de naam van de eerstesteenlegger. De eerste molenaar en meesterknecht van Van der Ven heette Gerrit Dijkman de Kool (dodelijk verongelukt in 1847), waardoor men geneigd zou zijn te spreken van "De Kolenaar". Mogelijk is zo de naamsverwarring ontstaan.
In de jaren vijftig werden er granen verkocht voor bijvoorbeeld kippenvoer. De Kersenboom is van 1822 tot 1961 in bedrijf geweest door molenaarsfamilie De Kool. Er waren toen plannen voor sloop, maar dit is uiteindelijk niet doorgegaan toen de molen in andere handen kwam. De molen werd daarna verbouwd tot weekendverblijf. In 1988 werd de stichting "De Rijsoordse molen" opgericht, die met succes ijverde voor het behoud en herstel van de molen in oorspronkelijke staat. Sinds 1990 is de stichting eigenaar van de molen. Na verplaatsing van de ingebouwd en ingegroeid geraakte molen in 1991 is na een grote restauratie in oktober 1993 de molen op vrijwillige basis opnieuw in gebruik genomen.
De molen draait regelmatig waarbij met regelmaat tarwe voor particulieren en een bakkerij wordt gemalen. Op de zaterdagen tussen 10:00 uur en 12:00 uur is de molen altijd geopend.